# Seis Sigma

Símbolo comúnmente utilizado para representar el seis sigma.

Seis sigma (6 σ) o Six Sigma,  más conocida por su denominación en inglés, es una estrategia de mejora de procesos, centrada en la reducción de la variabilidad de los mismos, reforzando y optimizando cada parte de proceso consiguiendo reducir o eliminar los defectos o fallos en la entrega de un producto o servicio al cliente. La meta de seis sigma es llegar a un máximo de 3,4 defectos por millón de eventos u oportunidades (DPMO), entendiéndose como defecto cualquier evento en el que un producto o servicio no logra cumplir los requisitos del cliente.
Dentro de los beneficios que se obtienen del seis sigma están: mejora de la rentabilidad y la productividad. Una diferencia importante con relación a otras metodologías es la orientación al cliente.

## Origen del nombre (σ = 6)
Seis sigma utiliza herramientas estadísticas para la caracterización y el estudio de los procesos, de ahí el nombre de la herramienta, ya que sigma es la desviación típica que da una idea de la variabilidad en un proceso, y el objetivo de la metodología seis sigma es reducir esta, de modo que el proceso se encuentre siempre dentro de los límites establecidos por los requisitos del cliente.
Mencionar que un proceso tiene un rango de efectividad dentro de los 6 sigma (σ = 6) es una forma técnica estadística de decir que la variación o dispersión de resultados (sigma) es muy pequeña, o sea que el proceso es prácticamente perfecto. Significa que prácticamente todos los resultados están dentro del rango deseado. Esto guarda directa relación con que la media es el valor central deseado y que la desviación es ínfima.
En una distribución normal o campana de Gauss, 6 sigma se corresponde con 2 fallos por cada mil millones de oportunidades. Sin embargo, en los procesos de fabricación se presupone una desviación adicional a lo largo del tiempo de 1,5 sigma a ambos lados de la media. Esto hace que el número de fallos esperados se reduzcan hasta equivaler a los de 4,5 sigma, es decir, 3,4 defectos en un millón de oportunidades.
Se puede clasificar la eficiencia de un proceso con base en su nivel de sigma:
| Sigma | Eficiencia | DPMO    |
| ----- | ---------- | ------- |
| 1     | 30,85%     | 691.462 |
| 2     | 69,15%     | 308.537 |
| 3     | 93,33%     | 66.807  |
| 4     | 99,38%     | 6.210   |
| 5     | 99,977%    | 233     |
| 6     | 99,99966%  | 3,4     |

Porcentajes obtenidos asumiendo una desviación del valor nominal de 1,5 sigma: Por ejemplo, si se tiene un proceso para fabricar ejes que deben tener un diámetro de 15 +/-1 mm para que sean buenos para el cliente, si el proceso tiene una eficiencia de 3 sigma, de cada millón de ejes que se fabriquen, 66 807 tendrán un diámetro inferior a 14 o superior a 16 mm, mientras que si el proceso tiene una eficiencia de 6 sigma, por cada millón de ejes que fabrique, tan solo 3,4 tendrán un diámetro inferior a 14 o superior a 16 mm.

## Historia de seis sigma

### Antecedentes
Seis sigma es una evolución de las teorías sobre calidad de más éxito desarrolladas después de la Segunda Guerra Mundial. Especialmente pueden considerarse precursoras directas:
- TQM, Total Quality Management o Sistema de Calidad Total
- SPC, Statistical Process Control o Control Estadístico de Procesos

También incorpora muchos de los elementos del ciclo PHVA de Deming.----

### Desarrollo y pioneros
Fue iniciado en Motorola en el año 1988 por el ingeniero Bill Smith, como una estrategia de negocios y mejora de la calidad, pero posteriormente mejorado y popularizado por General Electric.
Los resultados para Motorola hoy en día son los siguientes: Incremento de la productividad de un 12,3 % anual; reducción de los costos de no calidad por encima de un 84,0 %; eliminación del 99,7 % de los defectos en sus procesos; ahorros en costos de manufactura sobre los 10 000 millones de dólares y un crecimiento anual del 17,0 % compuesto sobre ganancias, ingresos y valor de sus acciones.
El costo en entrenamiento de una persona en seis sigma se compensa ampliamente con los beneficios obtenidos a futuro. Motorola asegura haber ahorrado 17 000 millones de dólares desde su implementación, por lo que muchas otras empresas han decidido adoptar este método.

### Situación actual
Seis sigma ha ido evolucionando desde su aplicación meramente como herramienta de calidad a incluirse dentro de los valores clave de algunas empresas, como parte de su filosofía de actuación.
Aunque nació en las empresas del sector industrial, muchas de sus herramientas se aplican con éxito en el sector servicios en la actualidad.
Seis sigma se ha visto influida por el éxito de otras herramientas, como lean manufacturing, con las que comparte algunos objetivos y que pueden ser complementarias, lo que ha generado una nueva metodología conocida como Lean Seis Sigma (LSS).

## Principios de seis sigma
1. Liderazgo comprometido de arriba hacia abajo. Esta metodología implica un cambio en la forma de realizar las operaciones y de tomar decisiones. La estrategia se apoya y compromete desde los niveles más altos de la dirección y la organización.
2. Estructura directiva que incluye personal a tiempo completo. La forma de manifestar el compromiso por seis sigma  es creando una estructura directiva que integre líderes de negocio, de proyectos, expertos y facilitadores. Cada uno de los líderes tiene roles y responsabilidades específicas para formar proyectos de mejora.
3. Formación/entrenamiento.  Cada uno de los actores del programa de seis sigma requiere de formación y entrenamiento específicos. Varios de ellos deben poseer un entrenamiento amplio, conocido como «currículum de cinturón negro».
4. Acreditación orientada al cliente y enfocada a los procesos. Esta metodología busca que todos los procesos cumplan con los requerimientos del cliente y que los niveles de calidad y desempeño cumplan con los estándares de seis sigma. Al desarrollar esta metodología se requiere profundizar en el entendimiento del cliente  y sus necesidades. Con base en ese estudio sobre el cliente se diseñan y mejoran los procesos.
5. Dirigida con datos.  Los datos y el pensamiento estadístico orientan los esfuerzos de esta metodología- Los datos son necesarios para identificar las variables de calidad y los procesos y áreas que tienen que ser mejorados.
6. Metodología robusta. Se requiere de una metodología para resolver los problemas del cliente, a través del análisis y tratamiento de los datos obtenidos.
7. Los proyectos generan ahorros o aumento en ventas.
8. El trabajo se reconoce.
9. Proyectos largos. Seis sigma es una iniciativa con horizonte de varios años, con lo cual integra y refuerza otros tipos de iniciativa.
10. Comunicación. Los programas de seis sigma se basan en una política intensa de comunicación entre todos los miembros y departamentos de una organización, y fuera de la organización. Con esto se adopta esta filosofía en toda la organización.

## Proceso
El proceso seis sigma se caracteriza por 5 etapas concretas:

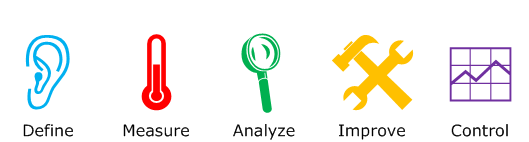
Las cinco etapas de DMAIC.

DMAIC (Por sus siglas en inglés: Define - Measure - Analyze - Improve - Control)
- Definir, que consiste en concretar el objetivo del problema o defecto y validarlo, a la vez que se definen los participantes del programa.
- Medir, que consiste en entender el funcionamiento actual del problema o defecto.
- Analizar, que pretende averiguar las causas reales del problema o defecto.
- Mejorar, que permite determinar las mejoras procurando minimizar la inversión a realizar.
- Controlar, que se basa en tomar medidas con el fin de garantizar la continuidad de la mejora y valorarla en términos económicos y de satisfacción del cliente.

Otras metodologías derivadas de esta son :
- DMPDEAIC: Integra en el ciclo DMAIC el subciclo de Diseño de Experimentos PDEA (Planificar, Diseñar, Experimentar, Analizar) entre las etapas de Medir y Mejorar.[7]
- DMAPDEIC: En este caso, la etapa Mejorar se divide en Implementación y Estudio, de manera que, en el ciclo DMAIC, se inserta el subciclo de Diseño de Experimentos PDEE (Planificar, Diseñar, Experimentar, Estudio) entre las etapas de Analizar y la subetapa Implementación de la etapa Mejorar[8]
- PDCA-SDVA: Planificar, Ejecutar, Verificar y Actuar - Estandarizar, Ejecutar, Verificar y Actuar.

Además, de esta metodología también se escinden las propias del DFSS (Diseño para Seis Sigma), orientada a implementar procesos nuevos desde Seis Sigma, siendo las más habituales:
- DMADV: Definir, Medir, Analizar, Diseñar y Verificar[9]
- DMADOV: Definir, Medir, Analizar, Diseñar, Optimizar y Verificar[10]
- DMEDI: Definir, Medir, Explorar, Desarrollar, Implementar[10]
- IDOV: Identificar, Diseñar, Optimizar, Validar[11]

### D (Definir)
En la fase de definición se identifican los posibles proyectos seis sigma que deben ser evaluados por la dirección para evitar la inadecuada utilización de recursos. Una vez seleccionado el proyecto, se prepara y se selecciona el equipo más adecuado para ejecutarlo, asignándole la prioridad necesaria.
En esta fase deben responderse las siguientes preguntas:
- ¿Qué procesos existen en su área?
- ¿De qué actividades (procesos) es usted el responsable?
- ¿Quién o quiénes son los dueños de estos procesos?
- ¿Qué personas interactúan en el proceso, directa e indirectamente?
- ¿Quiénes podrían ser parte de un equipo para cambiar el proceso?
- ¿Tiene actualmente información del proceso?
- ¿Qué tipo de información tiene?
- ¿Qué procesos tienen mayor prioridad de mejorarse?

### M (Medir)
La fase de medición consiste en la caracterización del proceso identificando los requisitos clave de los clientes, las características clave del producto (o variables del resultado) y los parámetros (variables de entrada) que afectan al funcionamiento del proceso y a las características o variables clave. A partir de esta caracterización se define el sistema de medida y se mide la capacidad del proceso. 
En esta fase deben responderse las siguientes preguntas:
- ¿Sabe quiénes son sus clientes?
- ¿Conoce las necesidades de sus clientes?
- ¿Sabe qué es crítico para su cliente, derivado de su proceso?
- ¿Cómo se desarrolla el proceso?
- ¿Cuáles son sus pasos?
- ¿Qué tipo de pasos compone el proceso?
- ¿Cuáles son los parámetros de medición del proceso y cómo se relacionan con las necesidades del cliente?
- ¿Por qué son esos los parámetros?
- ¿Cómo obtiene la información?
- ¿Qué exactitud o precisión tiene su sistema de medición?

### A (Analizar)
En la fase de análisis, el equipo evalúa los datos de resultados actuales e históricos. Se desarrollan y comprueban hipótesis sobre posibles relaciones causa-efecto utilizando las herramientas estadísticas pertinentes. De esta forma el equipo confirma los determinantes del proceso, es decir las variables clave de entrada o "pocos vitales" que afectan a las variables de respuesta del proceso.
En esta fase deben responderse las siguientes cuestiones:
- ¿Cuáles son las especificaciones del cliente para sus parámetros de medición?
- ¿Cómo se desempeña el proceso actual con respecto a esos parámetros? Muestre los datos.
- ¿Cuáles son los objetivos de mejora del proceso?
- ¿Cómo los definió?
- ¿Cuáles son las posibles fuentes de variación del proceso? Muestre cuáles y qué son.
- ¿Cuáles de esas fuentes de variación controla y cuáles no?
- De las fuentes de variación que controla, ¿cómo las controla y cuál es el método para documentarlas?
- ¿Monitoriza las fuentes de variación que no controla?

### I (Mejorar)
En la fase de mejora (Improve en inglés) el equipo trata de determinar la relación causa-efecto (relación matemática entre las variables de entrada y la variable de respuesta que interese) para predecir, mejorar y optimizar el funcionamiento del proceso. Por último se determina el rango operacional de los parámetros o variables de entrada del proceso.
En esta fase deben responderse las siguientes cuestiones:
- ¿Las fuentes de variación dependen de un proveedor?. Si es así, ¿cuáles son?
- ¿Quién es el proveedor?
- ¿Qué está haciendo para monitorearlas y/o controlarlas?
- ¿Qué relación hay entre los parámetros de medición y las variables críticas?
- ¿Interactúan las variables críticas?
- ¿Cómo lo definió? Muestre los datos.
- ¿Qué ajustes a las variables son necesarios para optimizar el proceso?
- ¿Cómo los definió? Muestre los datos.

### C (Controlar)
La fase "control" consiste en diseñar y documentar los controles necesarios para asegurar que lo conseguido mediante el proyecto seis sigma se mantenga una vez que se hayan implementado los cambios. Cuando se han logrado los objetivos y la misión se dé por finalizada, el equipo informa a la dirección y se disuelve.
En esta fase deben responderse las siguientes cuestiones:
Para las variables ajustadas
- ¿Qué exactitud o precisión tiene su sistema de medición?
- ¿Cómo lo definió? Muestre los datos.
- ¿Cuánto se ha mejorado el proceso después del cambio?
- ¿Cómo lo define? Muestre los datos.
- ¿Cómo mantiene los cambios?
- ¿Cómo monitoriza los procesos?
- ¿Cuánto tiempo o dinero ha ahorrado con los cambios?
- ¿Cómo lo está documentando? Muestre los datos.

## Funciones y responsabilidades en seis sigma
Para una implementación exitosa de seis sigma se deben seguir prácticas adecuadas de personal y metodologías técnicas. Para la implementación de seis sigma se deben seguir las siguientes prácticas de personal:
1. Líderes ejecutivos comprometidos con seis sigma y que promuevan en toda la organización sus actividades. Líderes que se apropien de los procesos que deben mejorarse.
2. Capacitación corporativa en los conceptos y herramientas de Six Sigma.
3. Determinación de la dificultad de los objetivos de mejora.
4. Refuerzo continuo y estímulos.
5. 666

## Estructura humana del seis sigma
La estructura humana del seis sigma se compone de:
1. Director Six Sigma: Define los objetivos estratégicos del programa, las responsabilidades, selecciona el proyecto y los equipos que formarán parte de él de acuerdo con el objetivo. También comunica y difunde el programa.
2. Altos directivos (champions): Son los directores de área quienes proveen la dirección estratégica y recursos para apoyar a los proyectos por realizar.
3. Cinturones negros maestros (master black belts): No siempre existen. Personal seleccionado y capacitado, que ya ha desarrollado actividades de cinturón negro y coordinan, capacitan y dirigen a los expertos cinturones negros en su desarrollo como expertos Six Sigma. Por lo tanto, son buenos conocedores de la metodología con amplia experiencia en el campo.
4. Cinturones negros (black belts): Expertos técnicos que generalmente se dedican a tiempo completo a la metodología Six Sigma. Son los que asesoran, lideran proyectos y apoyan en mantener una cultura de mejora de procesos. Se encargan de capacitar a los cinturones verdes. También tienen la obligación de encontrar y proponer mejoras.
5. Cinturones verdes (green belts): Expertos técnicos que se dedican en forma parcial a actividades de Six Sigma. Se enfocan en actividades cotidianas diferentes de Six Sigma pero participan o lideran proyectos para atacar problemas de sus áreas.

## Resultados
Conceptualmente los resultados de los proyectos seis sigma se obtienen por dos caminos. Los proyectos consiguen, por un lado, mejorar las características del producto o servicio, permitiendo conseguir mayores ingresos, y por otro, el ahorro de costos que se deriva de la disminución de fallas o errores y de los menores tiempos de ciclo en los procesos.
Si el promedio del proceso es mayor al valor meta, entonces el proceso está centrado, de lo contrario se dice que está descentrado. El nivel de calidad puede ser expresado como k sigma, en donde k se obtiene de dividir la mitad de la tolerancia entre la desviación estándar del proceso. 
Por ejemplo, si tenemos un proceso con una meta de 100 y una tolerancia de más menos 12; si la desviación estándar S es igual a 4. el proceso tiene un nivel de calidad de 3 sigma y si la desviación estándar es 2, el proceso tiene un nivel de calidad de 6 sigma.

## Problemas de implementación
1. No tener de una visión clara de las razones por las que la empresa está implementando six sigma.
2. No hay indicadores de resultados que estén ligados al programa de six sigma.
3. No tener una selección previa de los proyectos a asignar al programa.
4. Medir el éxito del programa por el número de black belts, green belts.
5. Hacer que todo se vuelva un “proyecto six sigma”.
6. Mandar a la capacitación a personas las cuales “su ausencia no afecte a la operación de la empresa”.
7. No hay un sistema formal de seguimiento a los resultados de los proyectos implementados.[12]